# Santa Rita de Cássia (Bahía)

La localidad en el mapa del estado de Bahía.

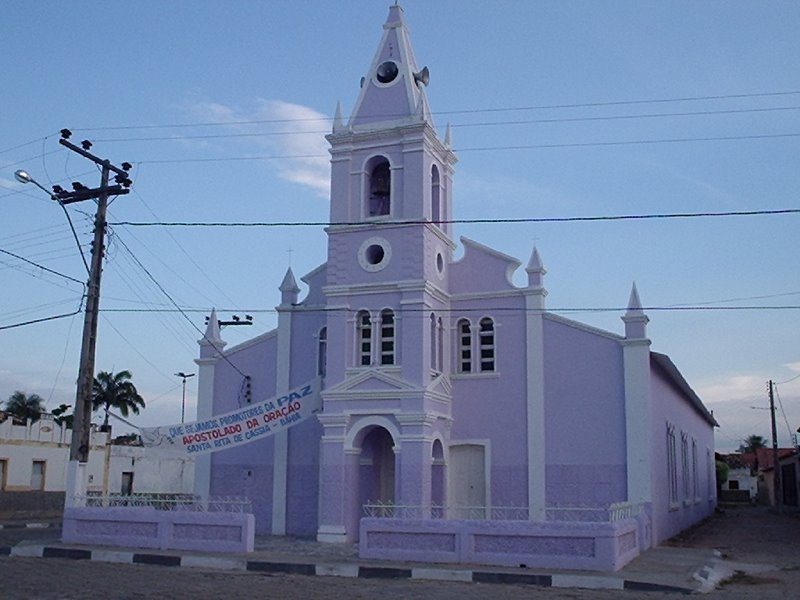
La iglesia matriz.

Santa Rita de Cássia (antiguas denominaciones: Río Preto y Ibipetuba) es un municipio brasileño del estado de Bahía. El 1 de julio de 2008 su población era estimada en 27.224 habitantes.

## Histórico
A mediados del siglo XVII, llegó a la ciudad de Ibipetuba una pareja portuguesesa que, al dejar el lugar, olvidó una imagen de Santa Rita de Cássia en la casa donde vivían. Nuevos colonos que allí se establecieron fundaron, a las orillas del Río Preto, la hacienda de "Ribeira del Río Preto", que más tarde pasó a llamarse Hacienda Santa Rita, debido a la imagen encontrada y para la cual se levantó una pequeña capilla. Creciendo rápidamente, el poblado se volvió el Arraial de Santa Rita del Río Preto, que alcanzó foros de freguesia, con la creación de la parroquia de Santa Rita de Cássia, en 1804. En 1931, su nombre fue cambiado a Río Preto y más tarde, en 1943, a Ibipetuba, que significa "banco de arena". En 1957, pasó a denominarse Santa Rita de Cássia.

## Economía
En agricultura es el 6.º productor baiano de sandía y el 36º de mandioca. Según registros de la Junta Comercial del estado de Bahía, posee 24 industrias, ocupando el 117.º lugar en el Estado y 535 establecimientos comerciales, la 30.ª posición. El sector hotelero registra 90 lechos. Consumo de electricidad domiciliar de (Kwh/hab) 78,45, el 122.º lugar en el rol de los municipios baianos.
- Datos: Q1795224
- Multimedia: Santa Rita de Cássia (Bahia) / Q1795224